# 越剧演员列表
越剧演员列表是一个包含不同时期越剧演员的列表。

## 根据年代排列
- 1910年前出生

高炳火、卫梅朵、白玉梅、刘涛、费翠棠、王永春、张云标、马潮水、马阿顺
- 1910年代出生

施银花、赵瑞花、喇叭花、竺素娥、王杏花、姚水娟、李艳芳、尹桂芳
- 1920年代出生

筱丹桂、周宝奎、马樟花、王文娟、丁賽君、徐天红、小白玉梅、竺水招、毕春芳、范瑞娟、傅全香、戚雅仙、徐玉兰、袁雪芬、张桂凤、张云霞、陆锦花、吴小楼
- 1930年代出生

吕瑞英、金采风、朱东韵、孟莉英、陆锦娟、筱水招、曹银娣
- 1940年代出生

史济华、刘觉、钱爱玉、沈于兰
- 1950年代出生

竺小招、周云娟、洪芬飞、张伟忠
- 1960年代出生

钱惠丽、何赛飞、单仰萍、何英、江瑶、陶琪、金静、方雪雯、陶慧敏、廖琪瑛、郑国凤、李玲玉、韩婷婷、方亚芬、茅威涛、王志萍、李敏、赵志刚、许杰、章瑞虹、黄依群
- 1970年代出生

王滨梅、颜佳、王君安、吴凤花、白银飞、黄美菊、蔡浙飞、赵海英、徐标新
- 1980年以后出生

李旭丹

## 称号列表
- 小歌班时期四大名旦

卫梅朵、白玉梅、金雪芳、费翠棠
- 三花一娟一桂

施银花、赵瑞花、王杏花、姚水娟、筱丹桂
- 越剧十姐妹

尹桂芳、徐玉兰、竺水招、筱丹桂、袁雪芬、张桂凤、吴小楼、傅全香、徐天红、范瑞娟